# Pargaringan
Pargaringan is een bestuurslaag in het regentschap Tapanuli Tengah van de provincie Noord-Sumatra, Indonesië. Pargaringan telt 1194 inwoners (volkstelling 2010).